# برد پیزلی
برد داگلاس پیزلی (به انگلیسی: Brad Douglas Paisley) (زاده ۲۸ اکتبر ۱۹۷۲) خواننده آمریکایی سبک کانتری است. او نخستین آلبوم استودیویی خود را در سال ۱۹۹۹ منتشر کرد. تا سال ۲۰۱۳، ۳۸ تک‌آهنگش در میان ۱۰ تک‌آهنگ برتر جدول ترانه‌های داغ کانتری بیلبورد بوده‌اند. او دهمین آلبوم خود را در آوریل ۲۰۱۳ منتشر کرد.

## زندگی

### زندگی شخصی
برد پیزلی در سال ۲۰۰۳ با کیمبرلی ویلیامز-پیزلی ازدواج کرد.